# Uspenskoje (Uljanowsk)
Uspenskoje, ein im Jahre 2021 gegründetes Dorf im Rajon Staromainski der Oblast Uljanowsk in Russland, befindet sich innerhalb der ländlichen Siedlung Schjedjajewskoje.

## Geographie
Das Dorf Uspenskoje liegt am Ufer des Flusses Maina (ein linker Nebenfluss der Wolga) sowie an der Kljukwenny-Bucht, etwa 1 Kilometer entfernt von der Siedlung städtischen Typs Staraja Maina und 70 Kilometer von Uljanowsk.

## Geschichte
Im 19. Jahrhundert wurde an dieser Stelle das Maina-Uspenski-Frauenkloster gegründet. Im Jahr 1928 wurde es geschlossen, und die Klostergebäude wurden nach Staraja Maina verlegt.
Am 12. November 2020 wurde in die gesetzgebende Versammlung der Region Uljanowsk ein Gesetzentwurf zur Gründung einer neuen Ortschaft – des Dorfes Uspenskoje – eingebracht. Am 12. Februar 2021 wurde durch eine Anordnung der Regierung der Russischen Föderation Nr. 316-r der neue Ort – das Dorf Uspenskoje – offiziell gegründet.

## Bevölkerung
- Im Jahr 1919 lebten 86 Menschen im Kloster.[5]
- Im Jahr 1928 zählte die Arbeitsgemeinschaft St.-Mainsk (Kommune): 4 Männer und 74 Frauen.[6]
- Im Jahr 1930 wohnten in der Kolchose „Junge Garde“ in 30 Häusern 116 Menschen.[7]
- Im Jahr 2010 waren es nur noch 15 Personen.[8]

## Sehenswürdigkeiten
- Am 19. Juni 2018 wurde auf dem Gelände des Ökoparks „Russischer Ufer“ eine Skulptur der Heiligen Dreifaltigkeit eingeweiht.[9]
- In der Nähe des Tempels, an der Stelle des alten Kirchhofs, wo Nonnen begraben liegen, wurde ein Gedenkkreuz errichtet.[10]